# Canal de la Sensée

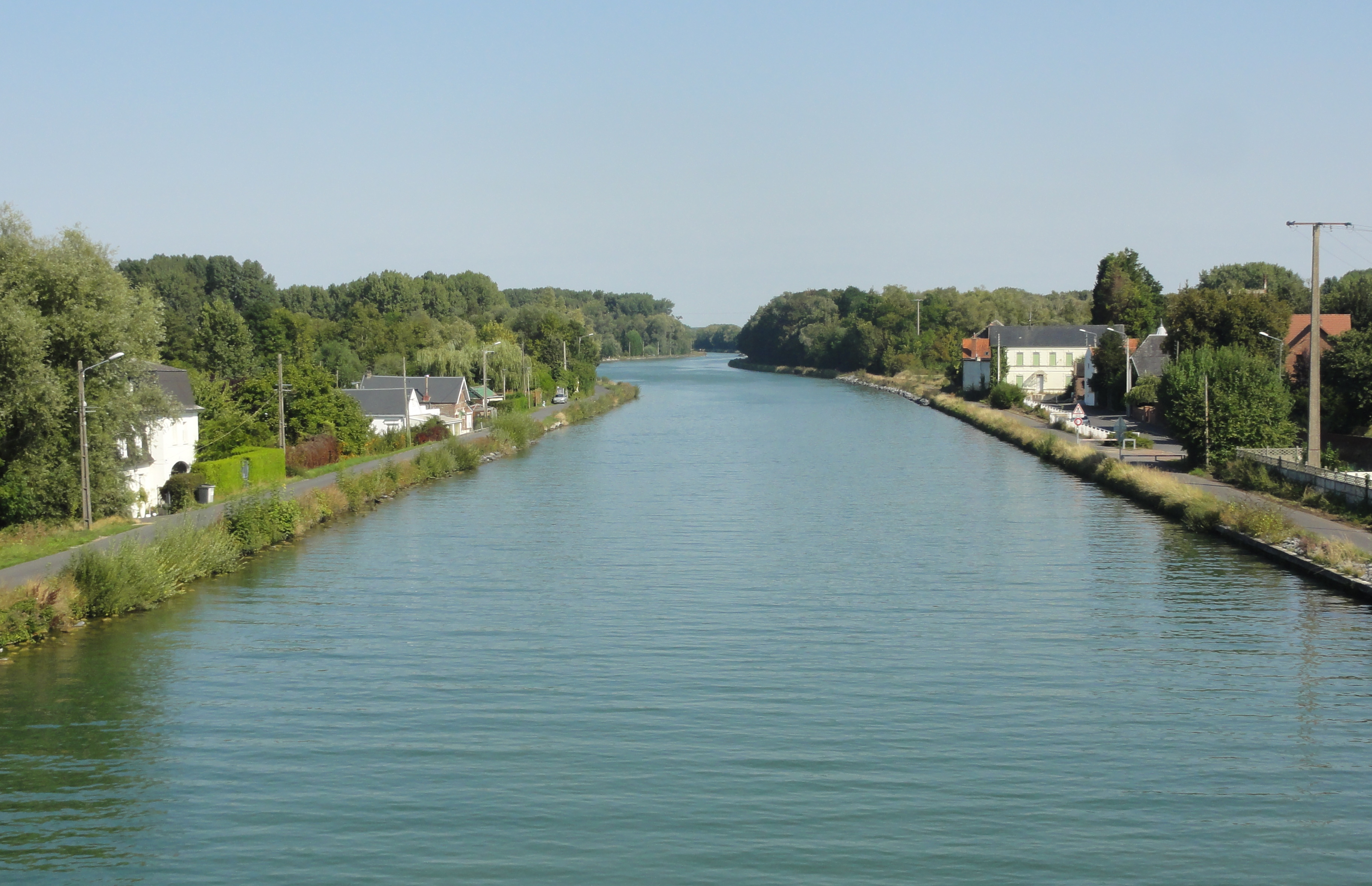
Canal de la Sensée in Hem-Lenglet

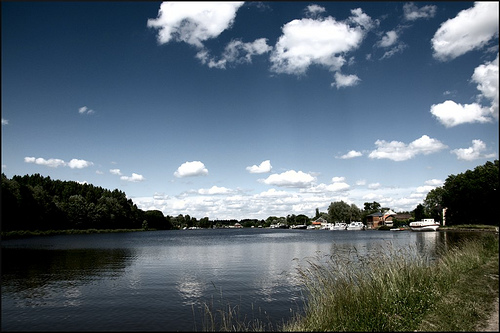
Bassin Rond

Der Canal de la Sensée ist ein Schifffahrtskanal in Frankreich und Teil des Großschifffahrtswegs Dünkirchen-Schelde. Den Namen gibt der Fluss Sensée, in dessen Tal der Kanal angelegt wurde.

## Hintergrund
Der Canal de Neuffossé als Verbindung der Flüsse Leie (franz.: Lys) und Aa wurde 1774 eröffnet, der Canal de Saint-Quentin folgte im Jahr 1810. Damit waren die großen Städte des Départements Nord mit Paris – und darüber hinaus mit jenen in Südfrankreich – verbunden.
Der Politiker und Ingenieur Louis Joseph Cordier stellte damals fest, dass das Département Nord 22 Kanäle oder kanalisierte Flüsse aufwies, die aus unterschiedlichen Gründen entstanden seien. Sie seien untereinander schlecht verbunden, nie erneuert worden und wenig leistungsfähig. Überall sei die Schifffahrt langsam, schwierig und gefährlich. Oft dienten sie nur dem Transport billiger Waren wie Steine und Kohle, die Schiffe kehrten fast immer leer zu den Steinbrüchen und Bergwerken zurück.

## Geschichte und Beschreibung

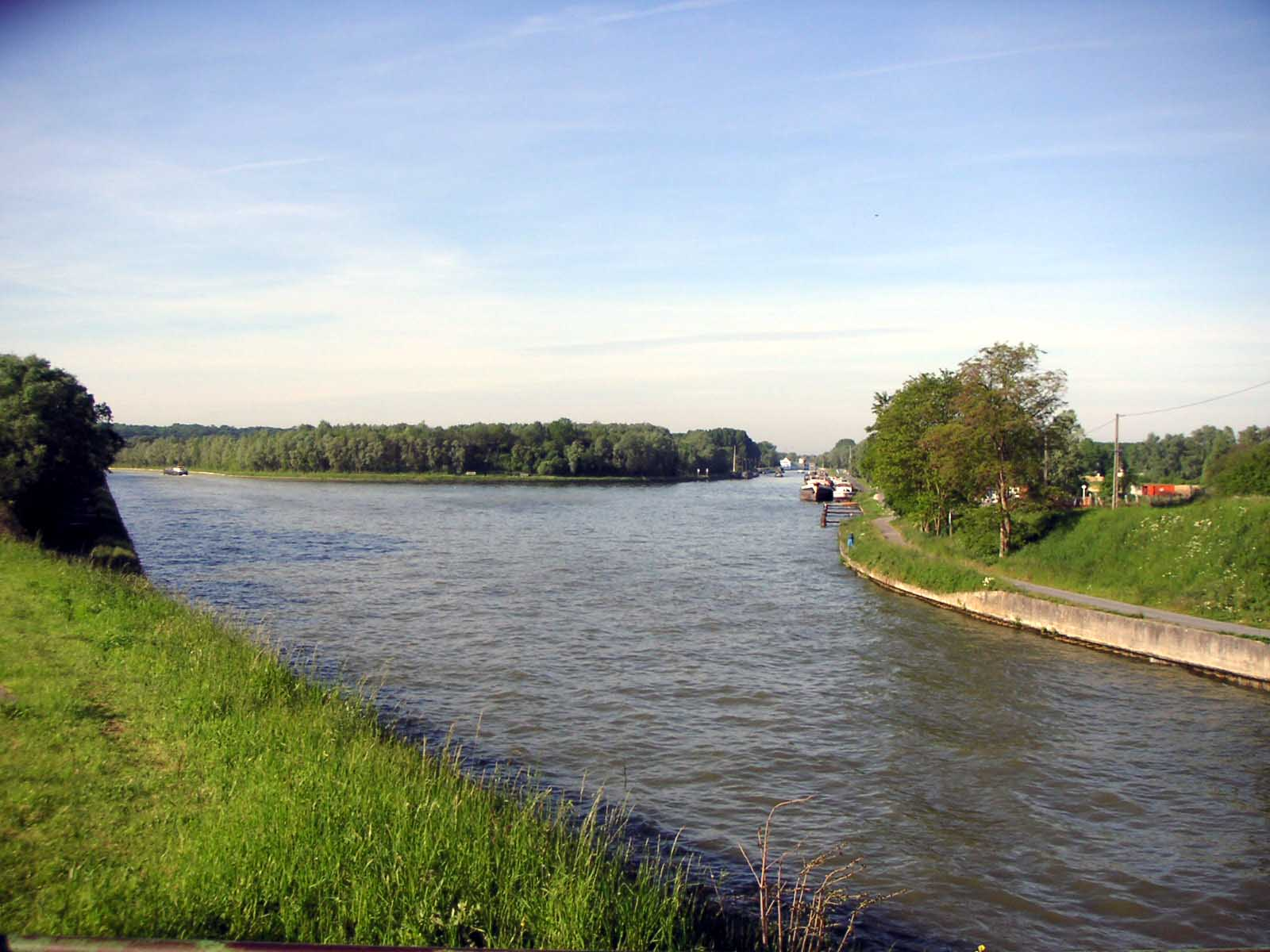
Mündung des Canal du Nord (von rechts) in den Canal de la Sensée

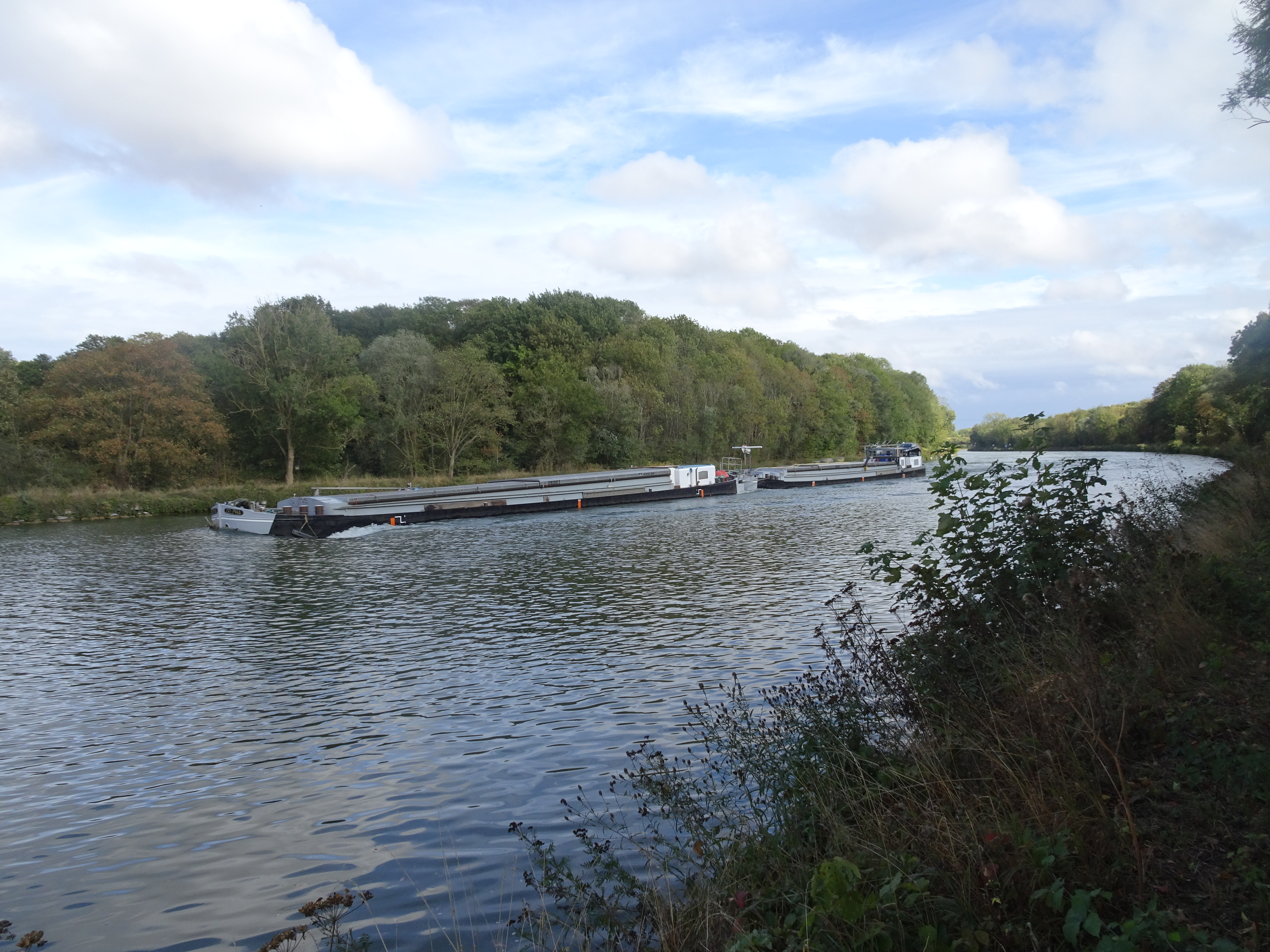
Schubverband bei Gœulzin

In der Regierungszeit Napoleon Bonapartes wurde das Projekt, die Flüsse Scarpe und Schelde durch einen schiffbaren Kanal zu verbinden, ausgearbeitet. Im März 1806 erteilte Napoleons Regierung den Befehl zu dessen Errichtung. Cordier schlug eine Trasse vor, die bei kurzer Durchfahrtsdauer die Anlage von Schleusen und Wasserverlust vermied. Nach Bedarf sollte Wasser von der Schelde zur Sensée und umgekehrt geleitet werden können, daneben auch zur Bewässerung und – im Verteidigungsfall – zum Fluten des Gebiets dienen. Aus militärischen Erwägungen, um vorhandene Verteidigungsanlagen zu schützen, nahm die Regierung an Cordiers Plan Änderungen vor.
Doch erst am 13. Mai 1818 wurde die Konzession für den Bau und Betrieb dieser Querverbindung für 99 Jahre ab Eröffnung an Augustin Honnorez vergeben. Mit den Arbeiten, die vier Jahre dauern sollten, wurde im Juni 1819 begonnen. Dank des schnellen Baufortschritts war der Kanal wesentlich schneller fertiggestellt und wurde im November 1820 eröffnet. Die Baukosten beliefen sich auf geschätzte 1.520.000 Franc. Trotz hoher Benutzungsgebühren wurde die neue Wasserstraße gut angenommen.
Der von Ost nach Nordwest verlaufende Kanal war zunächst 26,7 Kilometer lang und an seiner Oberfläche 18 Meter, am Boden 10 Meter breit.
Er war für Schiffe mit einem Tiefgang von zwei Metern drei Meter tief, die Schelde und die Scarpe ließen aber nur einen maximalen Tiefgang von 1,20 Meter zu. Das Wasser lieferte die Sensée, der von ihr transportierte Torfschlamm setzte sich vorher in Wasserbecken ab. Von der Schelde her erreichte der Kanal mit einer Schleuse bei Fressies (Höhendifferenz 1,50 m) die Scheitelhaltung bei Arleux und fiel dann mittels zweier Schleusen (zwischen Estrées und Gœulzin) 6,20 m auf das Niveau der Scarpe ab. Jede Schleusenkammer war 44 Meter lang und 5,20 Meter breit. An beiden Kanalenden existierten Wachschleusen, die bei Hochwasser der angrenzenden Flüsse geschlossen werden konnten. Beiderseits des Kanals waren Treidelpfade angelegt, Hafenbecken wiesen die Orte Aubencheul, Arleux und Férin auf.
Der Kanalanfang bildete ursprünglich das südwestlich von Hordain gelegene Bassin Rond an der Schelde. Mehrfach wurde der Canal de la Sensée ausgebaut und vertieft, seit 1968 kann er von Schiffen und Schubverbänden mit einer Ladekapazität von bis zu 3000 Tonnen befahren werden. Heute ist er 22,9 Kilometer lang und beginnt wenige hundert Meter nördlich des Bassin Rond, wo er aus dem Canal de l’Escaut, der kanalisierten Schelde, abzweigt. Nach 14,4 Kilometern mündet bei Arleux der schiffbare Canal du Nord von Süden kommend in den Kanal. Nur bei Gœulzin existiert noch eine Schleuse (km 19,60) in Form einer Doppelschleuse mit zwei parallelen, ungleich langen Kammern. Zwischen Courchelettes und Corbehem endet der Kanal südwestlich von Douai an der Scarpe, seine Fortsetzung dort ist der Canal de Dérivation de la Scarpe.